# Ono no Komachi
Ono no Komachi (小野 小町, ca. 825 – ca. 900, floruit circa 833 – 857) poétesse japonaise de waka (poésie japonaise) de l'époque Heian (Kokin Wakashu), choisie parmi les six génies de la poésie et les trente-six grands poètes. Considérée d'une rare beauté, elle est devenue le symbole de la belle femme au Japon (bijin), son nom devenant par la suite un nom commun.

## Vie et œuvre
Très peu de détails de sa vie sont connus. Ni ses dates précises de naissance et de mort, ni sa famille ou sa région d'origine ne sont connues. Selon une histoire traditionnelle, elle serait née dans ce qui est actuellement la préfecture d'Akita (aujourd'hui encore réputée pour la beauté de ses femmes), fille de Yoshisada, « Seigneur de Dewa ». Son statut social est également incertain. Elle aurait pu être de basse noblesse, ou bien suivante de l'empereur Nimmyō (ca. 810 - 850). La perte de son enfant aurait terni sa beauté, amenant son mari à la répudier. 
En tant que poétesse, Komachi se spécialise dans les thèmes amoureux, voire érotiques, exprimés au cours de poèmes complexes. La plupart de ses waka évoquent l'anxiété, la solitude ou la passion amoureuse. Elle est la seule poétesse mentionnée dans la préface du Kokinshū, qui décrit son style comme « empli de tristesse et de fragilité, semblable aux tourments d'une dame raffinée ». Outre cette mention dans la préface de l'anthologie, plusieurs de ses poèmes seront compilés dans celle-ci, pour la plupart parmi les poèmes d'amour.
Son style poétique et son statut de seule poétesse reconnue de la période précédant le Kokinshū lui valurent d'être reconnue par les poètes des siècles suivants. Elle sera sélectionnée par Fujiwara no Kintō pour faire partie des trente-six grands poètes au XIe siècle. Puis, au XIIIe siècle, Fujiwara no Teika choisira un de ses poèmes dans son Hyakunin Isshu (recueil de cent poèmes, cent poètes étant représentés par un poème unique).

## Héritage et légendes

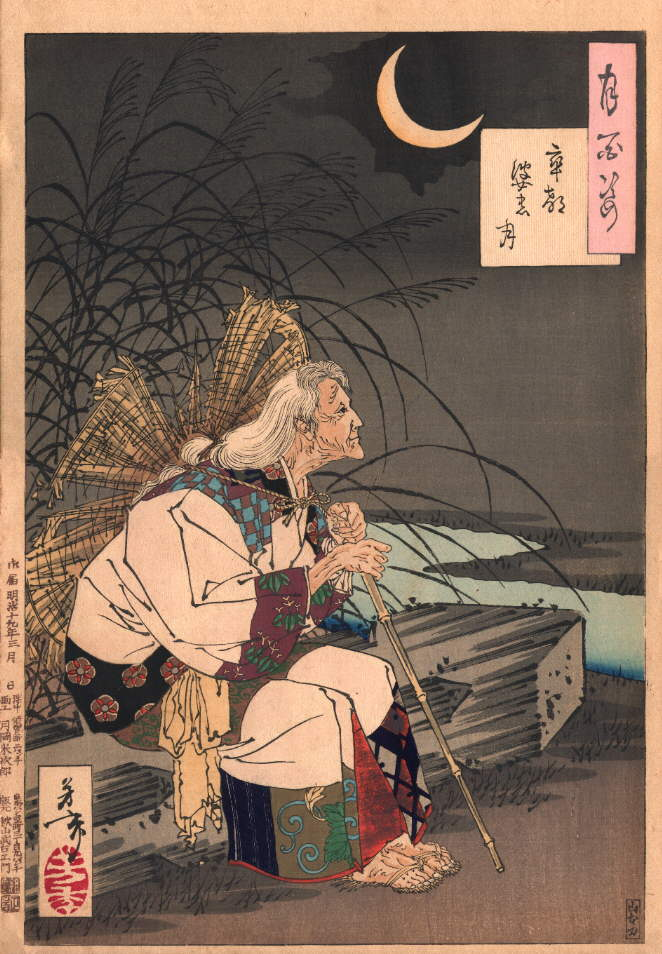
Estampe de Tsukioka Yoshitoshi représentant Ono no Komachi âgée.

L'absence de connaissances détaillées de la vie d'Ono no Komachi et l'abondance des poèmes d'amour lui étant attribués ont servi de terreau à la création et la perpétuation de nombreuses légendes entourant ce personnage. Ainsi, l'image de la poétesse sera employée à travers les siècles sous deux formes de représentations : une femme attirante se servant de sa beauté d'une part et une vieille femme regrettant son arrogance passée de l'autre.
Plusieurs pièces de nō, Sotoba Komachi (« Komachi et le stûpa ») et Sekidera Komachi (« Komachi au temple de la barrière »), entre autres, lui sont consacrées. Ces œuvres reprennent les deux dernières représentations de la poétesse. D'autres se focalisent principalement sur son talent pour le waka ou sur ses amours et la vanité d'une vie passée dans l'excès de liaisons romantiques. 
L'histoire la plus célèbre est celle de sa relation avec Fukakusa no Shōshō, un courtisan de haut-rang. Komachi lui promit que s'il lui rendait visite cent nuits de suite, elle deviendrait son amante. Fukakusa no Shōshō lui rendit visite toutes les nuits mais mourut enseveli par la neige lors de sa quatre-vingt-dix-neuvième visite. Lorsque Komachi l'apprit, elle fut accablée de tristesse. Cette anecdote est le sujet du nō Kayoi Komachi (« Komachi et les allées et venues » ou « Komachi et les cent nuits »).
D'autres œuvres emploient le motif de sa vieillesse ; ayant perdu sa beauté, abandonnée par ses anciens amants et regrettant sa vie, errante, en va-nu-pieds solitaire. Cette description imaginaire est influencée par la pensée bouddhiste et ne présente peut-être aucune ressemblance avec son portrait et la réalité historique de sa vie.
On raconte même que ses os furent retrouvés dans la province de Michinoku par le poète Ariwara no Narihira. 
En son honneur, les Shinkansen parcourant la ligne Shinkansen Akita sont nommés Komachi. Par ailleurs, une variété de riz, l'Akita Komachi, porte son nom.